# JWH-208
JWH-208（化学名：1-戊基-3-(4-甲基苯乙酰基)吲哚，1-pentyl-3-(4-methylphenylacetyl)indole）是一种含氮有机化合物，化学式C22H25NO，属于苯乙酰吲哚类JWH系列大麻素。